# Бийский технологический институт
Бийский технологический институт — филиал государственного образовательного учреждения «Алтайский государственный технический университет им. И. И. Ползунова». Расположен в городе Бийске. По результатам мониторинга признан эффективным вузом.

## История
Институт берёт своё начало с вечернего факультета Алтайского политехнического института (ныне Алтайский государственный технический университет им. И.И. Ползунова), основанного в Бийске в 1959 году для удовлетворения нужд формирующегося в городе оборонного комплекса специалистами в области химических технологий и машиностроения.
Вечерний факультет вначале размещался в одном из административных зданий Бийского олеумного завода и в здании ГПТУ-4.
- В 1965 году состоялся первый выпуск.
- В 1967 году начался прием абитуриентов на дневное отделение по специальности химическая технология.
- В 1969 году на улице Трофимова было построен 4-х этажное здание института (в настоящее время это учебный корпус «А»).
- В 1970 году начался прием абитуриентов на дневное отделение по специальности технология химического машиностроения
- В 1974 году завершено строительство нового учебного корпуса на улице Трофимова (в настоящее время — учебный корпус «Б»)
- В 1979 году факультет преобразован в филиал Алтайского политехнического института.
- В 1994 году филиал преобразован в Бийский технологический институт в составе Алтайского государственного технического университета
- В 1994 году образован факультет информационных технологий, автоматизации и управления
- В 2002 году введён в строй учебный корпус на территории ФГУП ФНПЦ Алтай.
- В 2006 году введён в строй учебный корпус на территории предприятия Полиэкс.

## Учебная и научная деятельность

### Факультеты
- Инженерный специальный факультет (ИСФ)[2].
  - кафедра химической технологии энергонасыщенных материалов и изделий (ХТЭМИ)
  - кафедра ракетных двигателей и высокоэнергетических устройств автоматических систем (РДВУАС)
- Технологический факультет (ТФ)[3]
  - кафедра автомобильного транспорта и технической механики (АТТМ)
  - кафедра биотехнологии (БТ)
  - кафедра естественно-научных дисциплин (ЕНД)
  - кафедра машин и аппаратов химических и пищевых производств (МАХиПП)
  - кафедра методов и средств измерений и автоматизации (МСИиА)
  - кафедра социально-гуманитарных дисциплин (СГД)
  - кафедра технологии машиностроения и автомобильного сервиса (ТМАС)
  - кафедра теплогазоснабжения и вентиляции, процессов и аппаратов химической технологии (ТГВ ПАХТ)
  - кафедра экономики предпринимательства (ЭП)
- Отделение внеочных форм обучения

### Аспирантура
В институте имеется аспирантура в которой, по состоянию на сентябрь 2010 года обучается 104 аспиранта по специальностям.

### Диссертационный совет
В институте имеется диссертационный совет Д 212.004.08, принимающий к защите работы на соискание ученой степени доктора и кандидата наук по направлению химической технологии и химического машиностроения.

## Учебные корпуса и материально техническая база
По состоянию на 2010 год у института имеется 5 учебных корпусов.

### Корпус «А»
Расположен по адресу ул. Трофимова 29. Исторически первое здание института. В нём размещаются кафедры общеобразовательных дисциплин и экономического факультета.

### Корпус «Б»
Расположен по адресу ул. Трофимова 27. Является главным корпусом, где размещается администрация вуза. В корпусе «Б» находятся кафедры биотехнологии, товароведения и экспертизы товаров, общей и аналитической химии, методов и средств измерений и автоматизации, технологии машиностроения, автоматизации процессов химических производств, процессов и аппаратов химической технологии. Указанные кафедры располагают значительной лабораторной базой, находящейся в этом же здании: лаборатория акустических процессов и аппаратов, лаборатория металлорежущих станков и инструментов, лаборатория обработки металлов давлением, лаборатория термической обработки металлов.

### Корпус 1Б/1
Расположен на территории ФГУП ФНПЦ «Алтай». Является режимным. Для прохода на его территорию необходим специальный пропуск. В нём расположены кафедры, деятельность которых связана с подготовкой специалистов для военно-промышленного комплекса: химическая технология высокоэнергетических соединений (ранее — химическая технология порохов и твердых ракетных топлив), ракетные двигатели, высокоэнергетические установки и автоматизированные системы.

### Корпус на территории ОАО «Полиэкс»
Корпус расположен в промышленной зоне по адресу Промзона БХК, 4, в районе остановки трамвая «Сибприбормаш». В нём размещаются кафедра технической механики и кафедра автомобильного транспорта. В связи с изменением экономической политики МУП г. Бийска «Трамвайное управление», заключающейся в сокращении трамвайного движения в промышленную зону заводов «Полиэкс» и «Сибприбормаш» и отсутствием в указанном районе автобусных маршрутов, с 2008 года транспортное сообщение с этим корпусом затруднено, особенно в дневное и вечернее время.

### Лабораторный корпус в промышленной зоне
Расположен в южной части промышленной зоны в сосновом бору в районе остановки общественного транспорта «Горная», не имеет адреса. В корпусе размещаются химические лаборатории. Ранее в нём же размещалась лыжная база института.

## Руководство
- Директор: Шалунов Андрей Викторович
  - Первый заместитель директора по учебной работе: Корабельников Дмитрий Валерьевич
  - Заместитель директора по НИР: Хмелёв Владимир Николаевич
  - Заместитель директора по АХР: Хамрителев Сергей Станиславович
  - Заместитель директора, руководитель Республиканского территориального ресурсного центра «Алтай»: Казанцев Александр Геннадьевич

## Профессорско-преподавательский состав
- Академик РАН Сакович Геннадий Викторович;
- 30 докторов наук (из них 14 — штатные сотрудники);
- 172 кандидата наук;
- 3 заслуженных работника высшей школы РФ;
- 2 заслуженных изобретателя РФ;
- 5 лауреатов премии Правительства РФ в области науки и техники.

Общее число сотрудников около 600.